# 張軏 (太平侯)
張（1393年—1458年），河南開封府祥符縣人，明朝軍事人物。張玉第三子。

## 生平
永樂年間，為錦衣衛指揮僉事。跟從明宣宗征討朱高煦，又跟從成國公朱勇出塞至氈帽山。正統十三年（1448年），以副總兵身份出征麓川。後討伐貴州苗族叛亂。積功為前軍都督府，總管京營兵。景泰二年（1451年），因驕淫不道連坐下獄，不久後獲釋。參與奪門之變，與石亨、曹吉祥迎明英宗，獲封太平侯，食祿二千石。當時于謙、王文、范廣的死，都有張軏背後出力。其納賄亂政，僅次於石亨。天順二年（1458年），張軏去世，贈裕國公，諡勇襄。
其子張瑾繼承太平侯爵位。成化元年（1465年），明憲宗革除奪門之變功事，奪張瑾爵位，授指揮使。